# Tim Lefebvre

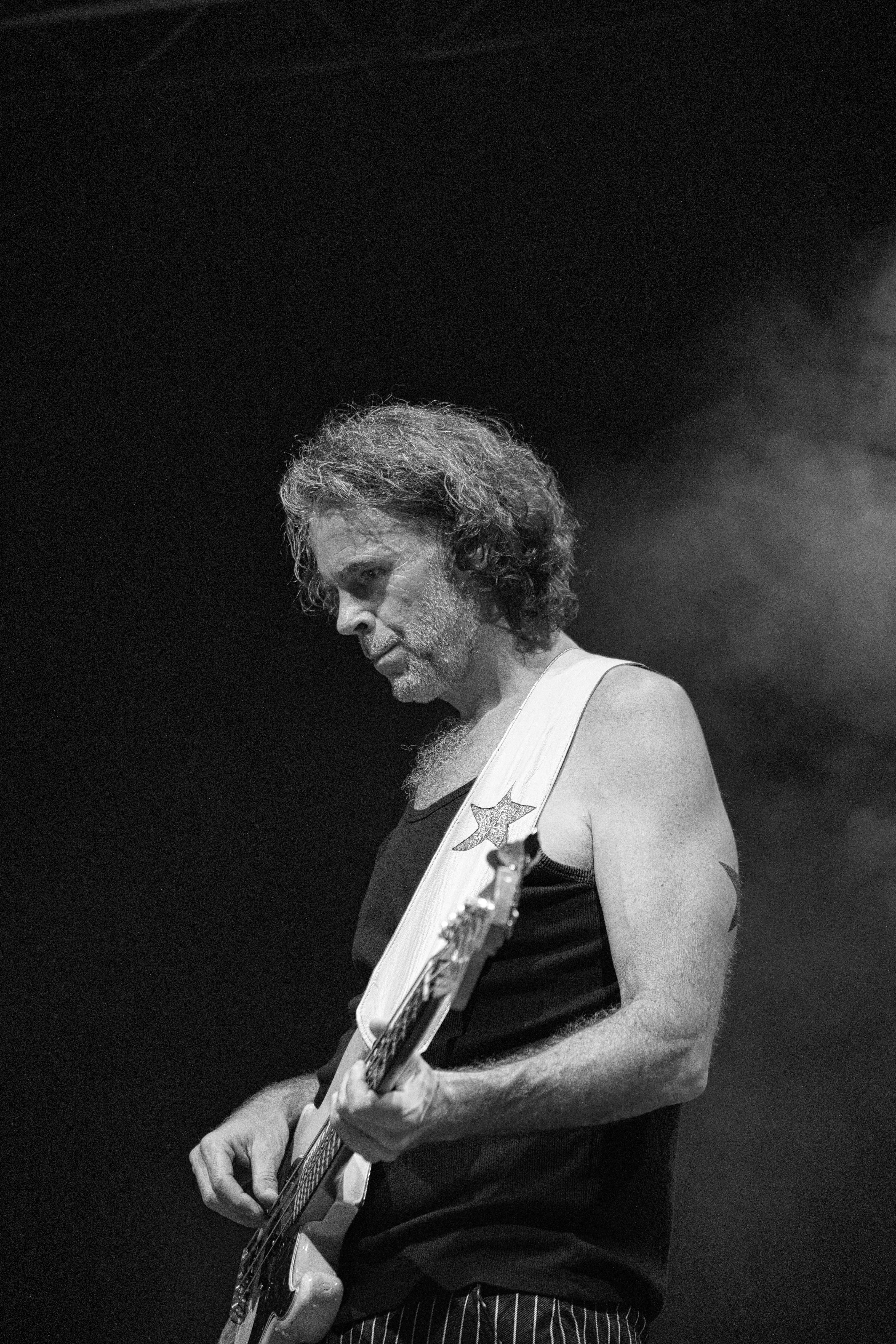
Tim Lefebvre auf dem INNtöne Jazzfestival 2024

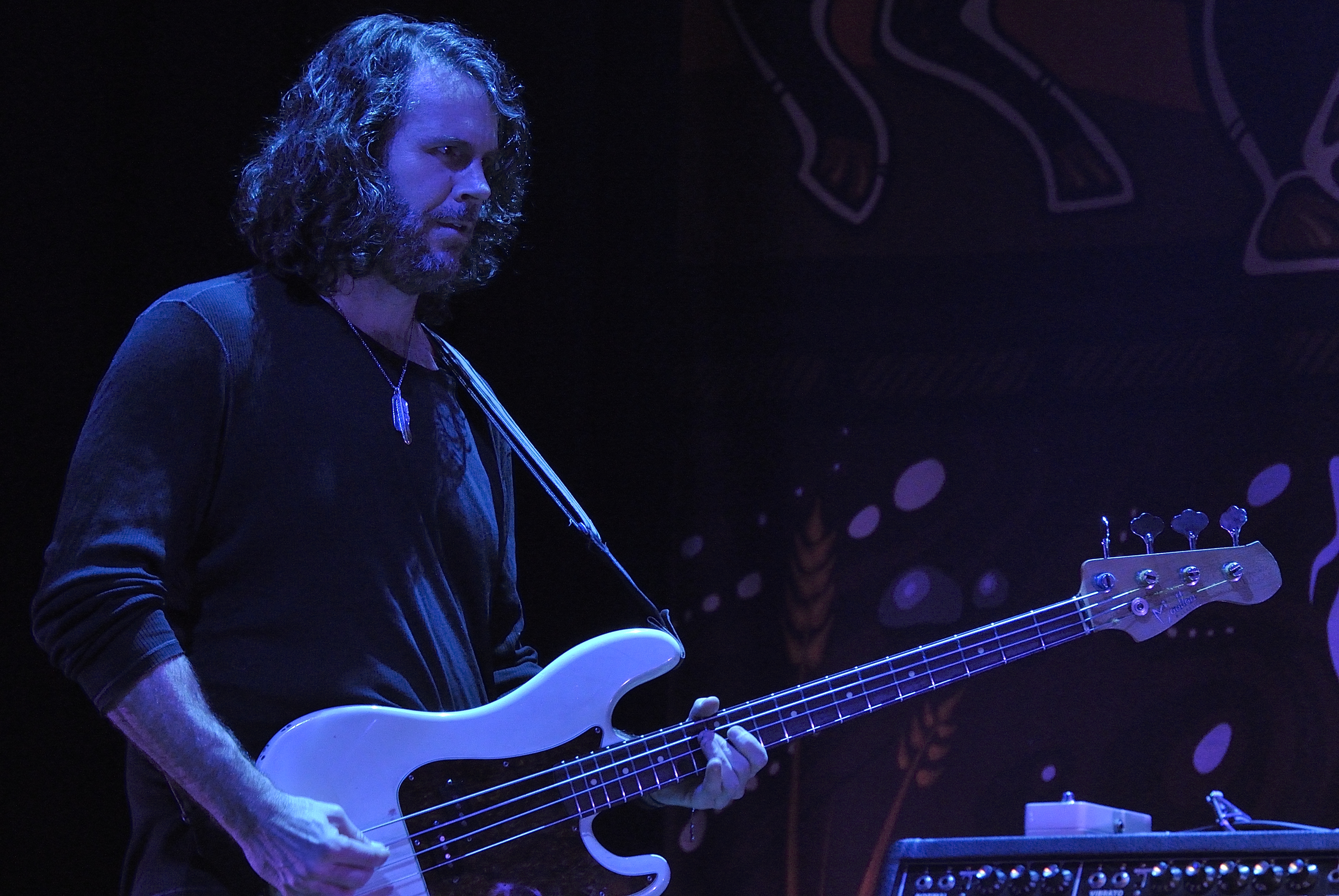
Tim Lefebvre (2014).

Tim Lefebvre (* 4. Februar 1968 in Foxborough) ist ein US-amerikanischer Bassgitarrist. Sein musikalisches Klangspektrum erstreckt sich von Jazz und Funk über Rockmusik und Blues bis hin zu Elektronika und Drum ’n’ Bass.
Lefebvre, der nie eine Musikschule besuchte, lebte zwischen 1993 und 2011 in New York City, um seitdem in Hollywood zu arbeiten. Sowohl als Sessionmusiker als auch als Bandmitglied arbeitete er mit einer Vielzahl von Musikern zusammen, darunter David Bowie, Elvis Costello, Sting, Empire of the Sun, Wayne Krantz, Patti Austin, John Mayer, Jovanotti, Chuck Loeb, Mark Guiliana, Jamie Cullum, Chris Botti, Knower, Till Brönner oder Zhenya Strigalev. Daneben war er von 2013 bis 2018 Mitglied der Tedeschi Trucks Band. Mit Michael Wollny, Émile Parisien und Christian Lillinger entstand 2020 das Album XXXX. Mit Jason Lindner und Zach Danziger spielt er im Donny McCaslin Quartet.
Lefebvre ist mit der Singer-Songwriterin und Keyboarderin Rachel Eckroth verheiratet, mit der er auch gelegentlich auftritt.

## Diskographische Hinweise
- Wollny – Parisien – Lefebvre – Lillinger: XXXX (ACT, 2021)
- Paul Cattaneo, Tim Lefebvre, Andrea Lombardini: Hypersphere (Freecom Hub 2024)[3]